# XxxHolic
xxxHolic (també escrit ×××HOLiC o XXXHOLiC) és un manga seinen de CLAMP que es publica setmanalment a la revista Weekly Young Magazine (editorial Kodansha) des de l'any 2003. A Espanya també es pot adquirir el manga publicat per Norma Editorial.
La primera versió animada va arribar l'any 2005 amb la pel·lícula xxxHolic: El Somni d'Una Nit d'Estiu (劇場版 xxxHOLiC 真夏ノ夜ノ夢 Gekijouban xxxHOLiC Manatsu no Yoru no Yume). El DVD de la pel·lícula va sortir a la venda el 25 de febrer de l'any 2006 i el 6 d'abril del mateix any es va començar a emitre l'anime al Japó, que constaria de 24 episodis.
Cal destacar també que una segona temporada de l'anime ha sigut confirmada, encara que amb prou feines hi ha gaire informació revelada.

## Argument
El protagonista de la sèrie és en Kimihiro Watanuki, un estudiant d'institut que contínuament és assetjat per monstres, fantasmes i esperits que se senten atrets cap a ell. Aquests monstres són invisibles per la gent sense poders, per la qual cosa la gent el tracta d'estrany o boig. Tot canvia quan un dia entra en una botiga on es concedeixen desitjos.
La botiga pertany a la Yūko Ichihara, una poderosa bruixa del Japó actual. Aquesta ofereix a en Watanuki la possibilitat de deixar de veure els esperits i criatures estranyes si paga un preu d'igual valor a l'energia que ella requereix per dur a terme la tasca esmentada. La Yūko s'adona que en Watanuki té una gran habilitat amb les mans i en les feines dures. Per tant, es decideix que en Watanuki haurà de treballar a la botiga de la Yūko duent a terme les feines de casa i encàrrecs estranys fins que n'hi hagi prou per concedir-li el desig.
Aviat, altres personatges es veuran involucrats a la vida d'en Watanuki, incloent-hi el seu gran amor, la Himawari Kunogi, i el seu "rival", en Shizuka Dōmeki. L'amistat entre ells cada cop es va estrenyent més, tot i l'odi que sent en Watanuki cap a en Dōmeki, aquest se sent indiferent. Un altre tema recurrent en la trama del manga és el canvi que sobrevindrà a en Watanuki a causa de les experiències que viurà després d'haver conegut a una persona. Si aquesta persona és la Yūko o en Dōmeki, encara no se sap. Tot i així, sabem que està vinculat entre els dos i que la seva relació estava predestinada.